# Utu
Utu var en sumerisk solgud, der svarede til den akkadiske Shamash.
| Mytologi | Spire Denne artikel om mytologi er en spire som bør udbygges. Du er velkommen til at hjælpe Wikipedia ved at udvide den. |